# Norwood (Nueva Jersey)
Norwood es un borough situado en el condado de Bergen, Nueva Jersey, Estados Unidos. Tiene una población estimada, a mediados de 2023, de 5729 habitantes.

## Geografía
La localidad está ubicada en las coordenadas 40°59′31″N 73°57′02″O / 40.99194, -73.95056 (40.992046, -73.950551).

## Demografía
Según la estimación 2018-2022 de la Oficina del Censo, los ingresos medios de los hogares de la localidad son de $156,630 y los ingresos medios de las familias son de $179,500. Los ingresos medios en los últimos doce meses, medidos en dólares de 2022, son de $63,518. Alrededor del 3.1% de la población está por debajo de la línea de pobreza.